# هن لويز دي أنداردي
هن لويز دي أنداردي (بالبرتغالية: Henik Luiz Andrade) (مواليد 8 سبتمبر 1989)، هو لاعب كرة قدم كان يلعب كلاعب وسط.

## وصلات خارجية
- هن لويز دي أنداردي على موقع رابطة كرة القدم اليابانية للمحترفين (اليابانية)
- هن لويز دي أنداردي على موقع قاعدة بيانات كرة القدم.إي يو (الإنجليزية)
- هن لويز دي أنداردي على موقع Soccerway.com (الإنجليزية)
- هن لويز دي أنداردي على موقع عالم كرة القدم.نت (الإنجليزية)